# Tin Zaouatine
Tin Zaouatine (em árabe: تين زاوتين), também grafado Tinzouatine, é uma comuna localizada na província de Tamanghasset, Argélia. Sua população estimada em 2008 era de 4 157 habitantes.